# جوزيف درير
جوزيف درير (بالفرنسية: Joseph Dréher)‏ هو منافس ألعاب قوى فرنسي، ولد في 15 مايو 1884 في Marigny-l'Église ‏ في فرنسا، وتوفي في 1941.

## وصلات خارجية
- جوزيف درير على موقع اللجنة الأولمبية الدولية (الإنجليزية)
- جوزيف درير على موقع أوليمبيديا (الإنجليزية)